# 義大利-阿爾巴尼亞天主教會
義大利-阿爾巴尼亞天主教會（拉丁語：Italo-Albanian Ecclesia catholica），又称義大利-阿爾巴尼亞拜占庭禮天主教會，是天主教會的一部分，為拜占庭禮儀式傳統的一個分支，是東儀天主教會的23個成員之一。該教會是完全與教宗共融的，直屬聖座。現在在意大利設立東方禮教區和自治會院區。

## 歷史

### 拜占庭時期
535年，拜占庭帝國發動征服意大利的哥德戰爭（535年至554年）。此后，意大利和聖座受拜占庭的統治（537年至753年）。在726年，利奧三世將羅馬和意大利的宗教管理權交給君士坦丁堡牧首。自始，意大利南部快速進行希臘化。但是，希臘化的速度還不能充足拜占庭皇帝的要求，因為他擔心這些地區會再次受到西方教會所影響，例如羅馬地區。最後，在奧托王朝的強力推動下，於968年這些地區正式使用拜占庭禮。但據說在卡薩諾和塔蘭托等地區，一直都保持使用羅馬禮。在983年，也有例子因為特拉尼教區主教協助一些城市交給希臘人，而保留羅馬禮。

### 重新使用羅馬禮
直到11世紀諾曼征服意大利南部，羅馬禮才開始恢復，特別是在第一階段的征服。當時諾曼籍的神職人員被任命為當地的主教。當時的教宗額我略七世和他的繼任人教宗維篤三世都承認當地的拜占庭禮和紀律。另外，拜占庭禮和羅馬禮神職人員可以一同祝聖羅馬禮主教。
在16世紀，這些拜占庭禮教區開始拉丁化，例如：阿切倫薩總教區和傑拉切教區。但拜占庭禮神父仍然留在一些教區中。在1695年有35名拜占庭禮神父，在30年後只留下一位。一些神父隨著希臘商人移民地意大利各地，如巴里、那不勒斯和裡窩那等地。

### 阿爾巴尼亞人湧入
由於阿爾巴尼亞人斯坎德培在1468年死後，在1501年奧斯曼帝國重新征服了阿爾巴尼亞，使一部分阿爾巴尼亞人逃散到義大利南部。從而，造成在1467年至1470年的第一次大型的阿爾巴尼亞人移民。在同一時間，由於同化的影響，使意大利的希臘人數量不斷減少。不少村莊更變成羅馬禮。
為了培育東儀天主教會的神職人員，教宗額我略十三世於1577年，在羅馬設立希臘公學（Collegio Greco）聖亞大納修堂。它也服務東儀天主教徒和魯塞尼亞禮天主教會。直到教宗良十三世設立另一所特別公學，才將後者遷移。而另一所希臘宗教大學於1715年設立在巴勒摩。於1732年在卡拉布里亞和於1734年在巴勒摩設立義大利-阿爾巴尼亞修道院。

## 現況

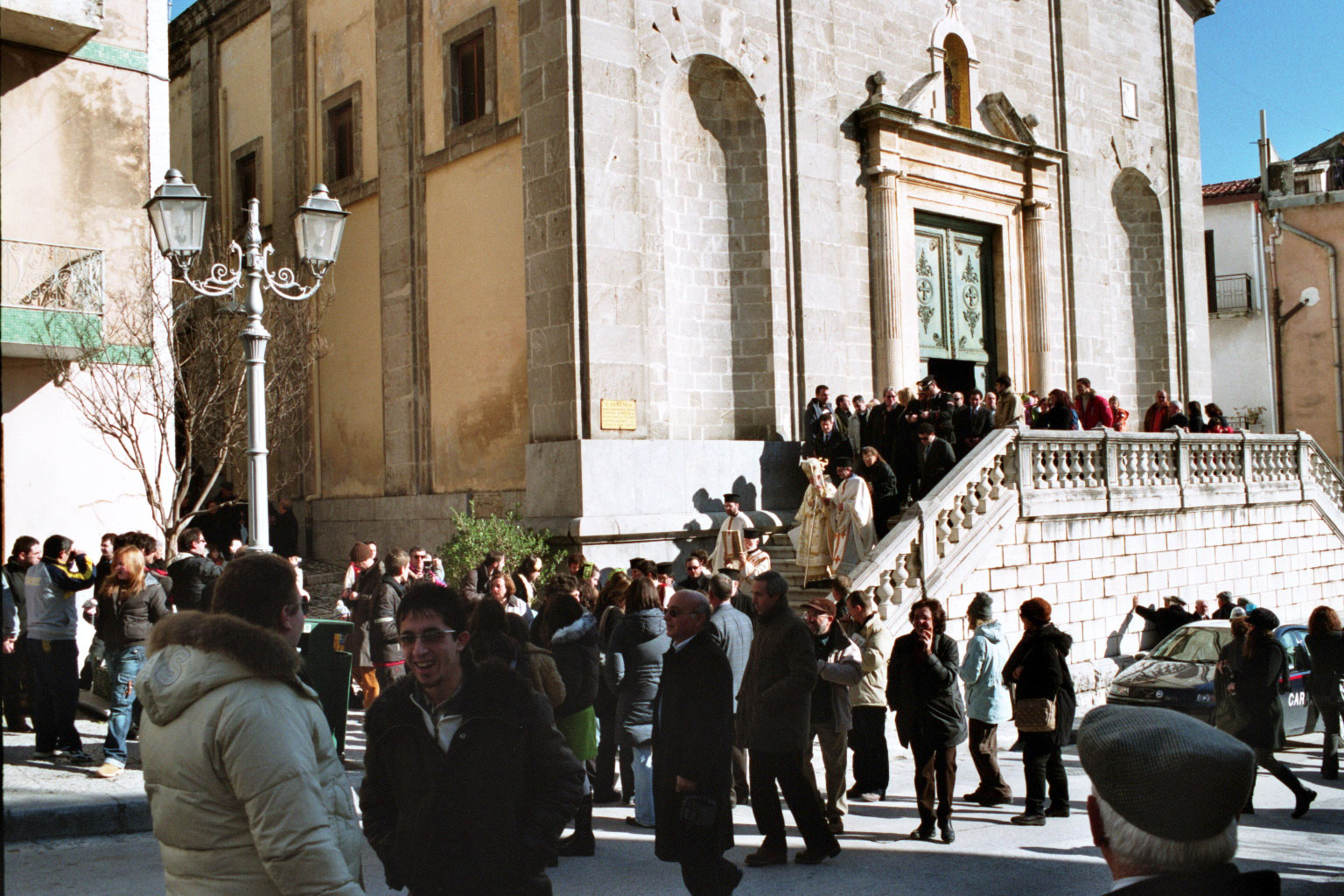
Piana degli Albanesi教區的教堂在主顯節

現時，義大利-阿爾巴尼亞天主教會在意大利設立了二個東方禮和一個自治會院區：
- 義大利-阿爾巴尼亞天主教倫格羅教區
- 義大利-阿爾巴尼亞天主教皮亞納德利亞爾巴內西教區
- 義大利-阿爾巴尼亞天主教格羅塔費拉塔聖母自治會院區[2]

三個教區沒有組織成為教省。它們保持平等的地位，並是直屬聖座。這些教區允許已婚男性成為神父。他們也會管理在教區內的羅馬禮的堂區。
除了意大利外，意大利-阿爾巴尼亞天主教會在美國有兩個意大利-希臘禮的堂區：在拉斯維加斯的聖母智慧堂，由魯塞尼亞禮天主教鳳凰城聖母帡幪教區所管轄的。和在紐約，由紐約總教區所管轄。 截至2010年，該教會估計約有61,000名信徒，兩位主教，45個堂區，82位神父，5位執事和207名修士和修女。

## 外部連結
- "The Italo-Albanian Catholic Church,"[永久] in The Eastern Christian Churches: A Brief Survey, by Ronald Roberson, on the CNEWA website.

## 参見
- 意大利天主教
- 東儀天主教會
  - 拜占庭礼
    - 阿爾巴尼亞希臘禮天主教會
    - 白俄羅斯希臘禮天主教會
    - 保加利亞希臘禮天主教會
    - 克里捷維茨教區拜占庭禮教會
    - 馬其頓希臘禮天主教會
    - 匈牙利希臘禮天主教會
    - 俄羅斯禮天主教會
    - 烏克蘭希臘禮天主教會
    - 默基特希臘禮天主教會
    - 希臘禮天主教與合一的羅馬尼亞教會
    - 希腊拜占庭禮天主教會
    - 魯塞尼亞禮天主教會
    - 斯洛伐克希臘禮天主教會